# Warteck Invest
Die Warteck Invest AG mit Sitz in Basel ist eine Schweizer Immobiliengesellschaft. Das Unternehmen konzentriert sich auf die Bewirtschaftung eigener Wohn- und Geschäftsliegenschaften in der deutschsprachigen Schweiz und besitzt zum Jahresende 2019 Immobilien im Wert von rund 810 Millionen Schweizer Franken.
Das Unternehmen hat ihren Ursprung in der ehemaligen Brauerei Warteck, welche 1856 in Basel gegründet worden war. Seit 1988 sind die Liegenschaften in der Warteck Invest verselbständigt. Die Gesellschaft ist an der Schweizer Börse SIX Swiss Exchange kotiert.

## Bauprojekt Claraturm
Die Warteck Invest AG. veröffentlichte im Jahre 2004 ihre Pläne ein Hochhaus am Riehenring zu erstellen. Dazu müsste die Häuserzeile am Riehenring, ab Ecke Clarastrasse bis Ecke Drahtzugstrasse abgebrochen werden. Diesem Abriss werden Traditionsreiche Gaststätten wie das  Restaurant «Altes Warteck», das Restaurant «Zum Wurzengraben», die «Ueli-Stube», die «Piano Bar» und die «Swing Cats Bar» zum Opfer fallen.
Der Erhalt der 150 Jahre alten Häuserzeile war vielen Anwohnern wichtig. Der Heimatschutz und die Freiwillige Basler Denkmalpflege beantragten die Gebäude «Altes Warteck» und «Zum Wurzengraben» unter Schutz zu stellen was jedoch 2007 durch die Basler Regierung und 2008 durch das Appellationsgericht abgewiesen wurde.
Im Jahre 2007 wurden die Ergebnisse eines Architekturwettbewerbs publiziert. Das Siegerprojekt der damaligen Basler Architekten Morger + Dettli (heute Morger Partner) sah an der Ecke Clarastrasse/Riehenring ein 88 Meter hohes Hochhaus mit einem Mehrstöckigen Anbau am Riehenring bis zur Drahtzugstrasse vor. Sie gaben ihrem Projekt den Namen «Claraturm». Es sollten 170 Wohnungen, im 1. bis 4. Obergeschoss Büroflächen, im Erdgeschoss Gewerbe- und Gastronomieflächen und in den 3 Untergeschossen Autoabstellplätze und Flächen für Fahrräder geschaffen werden.
2010 wurde das laufende Projekt an den Immobilienfonds «SIMA» der UBS und dessen Tochtergesellschaft Balintra verkauft.